# Цинь Дун'я
Цинь Дун'я  (кит.: 秦 東亞, 3 жовтня 1979) — китайська дзюдоїстка, олімпійська медалістка.

## Виступи на Олімпіадах
| Олімпіада   | Дисципліна               | Місце  |
| ----------- | ------------------------ | ------ |
| Сідней 2000 | дзюдо, середня категорія | участь |
| Афіни 2004  | дзюдо, середня категорія | 3T     |